# 半田周平
半田 周平（はんだ しゅうへい）は、兵庫県出身の俳優。ハリウッドラテ所属。

## 人物
プロフェッショナル集団「こねこフィルム」メンバー。
身長175cm。
資格は乗馬ライセンス4級、実戦護身武術アドバイザー、普通自動車免許。

## 出演作品
※は主演

### テレビドラマ
NHK教育
- 時々迷々（2010年） - 宮下先生

日本テレビ
- 水曜ドラマ / 正義の味方（2008年） - 健二
- 土曜ドラマ→土ドラ10
  - 左目探偵EYE（2010年） - ホテルフロントマン
  - 潜入兄妹 特殊詐欺特命捜査官（2024年） - 渡良瀬貴司

- 木曜ドラマF / 探偵が早すぎる スペシャル（2019年、ytv） - 根本清史

TBS
- DOPE 麻薬取締部特捜課 第1話 - 第3話（2025年7月4日 - 18日） - 水野 役

フジテレビ
- コード・ブルー -ドクターヘリ緊急救命-（2010年） - 救急救命士
- ラッキーセブン（2012年） - エスコート
- 魔法のリノベ（2022年、カンテレ） - 多田深雪の夫
- 新宿野戦病院（2024年） - 野島裕貴
- 土ドラ / 嗤う淑女（2024年、東海テレビ） - 横田智則

テレビ朝日
- 相棒（2007年） - 川岸浩二
- 金曜ナイトドラマ / 打撃天使ルリ（2008年） - 警備員
- 科捜研の女（2024年） - 浦井文久
- 仮面ライダーガヴ（2025年） - 井上優（菓子屋店主）
- 誘拐の日（2025年7月8日 - ） - 七瀬守
- 大追跡〜警視庁SSBC強行犯係〜 第4話（2025年7月30日） - 大村圭

テレビ東京
- ドラマ24
  - エリートヤンキー三郎（2007年、スポバラ） - 三郎軍団員
  - BOYSエステ（2007年） - 黒ずくめの男
  - 撮らないで下さい!!グラビアアイドル裏物語（2012年） - 北条

- 東京撫子（2015年） - 二階堂亮
- ドラマNEXT / ひだまりが聴こえる（2024年） - 大村医師
- ドラマ9 / 失踪人捜索班 消えた真実（2025年） - 河内亮平

テレビ大阪
- DRAMA ADDICT / 買われた男（2024年）

BSテレ東
- 真夜中ドラマ / バツコイ（2024年） - 居酒屋店主

WOWOW
- 連続ドラマW
  - CO 移植コーディネーター（2011年）
  - モザイクジャパン（2014年）

### テレビ番組
- シャキーン!（2009年、NHK教育）
- 痛快TV スカッとジャパン（2015年、フジテレビ）

### 映画
- 直子の部屋（2012年） - 小林大輝
- 老人ファーム（2019年） - 和彦 ※
- 鬼が笑う（2022年） - 石川一馬 ※
- 近江商人、走る!（2022年） - 信之介

### 舞台
- 演劇集団 円 演劇研究所公演「ジプシー」（2002年） - 柴崎孝史 ※
- 演劇ユニット・シャンティ
  - 「思い出を売る男」（2002年） - 思い出を売る男 ※
  - 「東京原子核クラブ」（2004年） - 友田晋一郎
  - 二人芝居「相寄る魂」（2004年）
  - 「サラカナ」（2006年） - アルド
  - 「火男の火」（2006年） - 八郎太
  - 「からゆきさん」（2007年） - 江連七之助
- あんぽんたん組合旗揚げ公演「ザギンの野暮天」（2007年）
- Project DREAMER「どツボッ!!」（2007年） - 田所
- 空間ゼリー公演
  - 「月並みなはなし」（2008年） - コスギコウドウ
  - 「I do I want」（2008年）
  - 「私、わからぬ」（2008年）
  - 「UNO：R」（2009年）
  - 「暗ポップ」（2009年）
  - 「パンドラ」（2009年）
  - 「今がいつかになる前に」（2010年）
  - 「おばぁちゃん家のカレーライス」（2010年）
  - Q-あなたはだぁれ?-（2011年）
- ジェットラグプロデュース
  - 「誰ソ彼」（2008年） - 山本真治
  - 「通りすがりのYouTuber」（2022年） - 吉川優馬
- 劇団ゲキハロ 第11回公演「戦国自衛隊～女性自衛官帰還セヨ～」（2011年）
- 世田谷シルク「泣けば心がなごむけどあなたの前では泣けません」（2011年）
- RisingTipToe「ホット ファッジ」（2016年） - マッド
- トラッシュマスターズ「奇行遊戯」（2018年） - 張（市原）啓示

### CM
- 経済産業省 「経済センサス活動調査告知」（2016年）
- 富山常備薬 「リョウシンJV錠」（2024年）
- 三井住友カード 「Vポイント」（2024年）
- マイベスト 「マイベスト コンセプト」（2025年）
- サッポロビール 「ゴールドスター」（2025年）

### 配信ドラマ
- 憑きそい（2023年、FOD） - 黒い服の人
- モヤモヤさまぁ〜ずSDGs（2024年、TikTok）
- 潜入前兄妹　プリクエル～PREQUEL～（2024年、Hulu） - 渡良瀬貴司